# Dispositif intelligent
Un appareil intelligent (aussi appelé dispositif intelligent ; en anglais, smart device) est un appareil électronique, généralement connecté à d'autres appareils ou réseaux via différents protocoles de communication sans fil tels que Bluetooth, Zigbee, NFC, Wi-Fi, LiFi, 5G, etc., qui peut fonctionner dans une certaine mesure de manière interactive et autonome.
Parmi les types d'appareils intelligents, on peut citer les téléphones intelligents, les véhicules intelligents, les thermostats intelligents, les sonnettes de porte intelligentes, les serrures intelligentes, les réfrigérateurs intelligents, les phablettes et tablettes, les montres intelligentes, les bracelets intelligents, les haut-parleurs intelligents et autres.
Le terme peut également faire référence à un dispositif qui présente certaines propriétés de l'informatique ubiquitaire, incluant - bien que ce ne soit pas nécessairement - l'intelligence artificielle.